# Kanonkonge
En kanonkonge er en person, der bliver skudt ud af en specielt lavet "kanon" ligesom en kanonkugle. Kanonkongen lander på et vandret anbragt net eller en oppustelig pude, hvis placering bestemmes af klassisk mekanik. Ved udendørs forestillinger kan der også sigtes mod åbent vand.
Kanonkonger optræder typisk i cirkusser, på markedspladser og lignende.

## Historie
Den første kanonkonge, der havde sin debut i 1877 ved Royal Aquarium i London, var den da 14-årige pige Rossa Matilda Richter kaldet "Zazel", der blev skudt ud af en fjederagtig kanon opfundet af canadieren William Leonard Hunt ("The Great Farini"). Farinis kanon benyttede gummifjedre til at skyde en person ud af kanonen, hvilket begrænsede hvor langt vedkommende kunne blive sendt, for Zazels vedkommende 6,1 m.
I 1920'erne opfandt Ildebrando Zacchini en kanon, der brugte komprimeret luft til at sende kanonkongen af sted med,, i dette tilfælde hans søn Hugo. Medlemmer af Zacchini-familien blev senere optaget i Ringling Brothers Circus Hall of Fame.
Rekorden for den længste flyvetur for en kanonkonge blev sat af David Smith Jr. på Lo Show Dei Records område i Milano i Italien 10. marts 2011. Her blev han skudt ud af en 8 m lang kanon og fløj 59,05 m med en anslået hastighed af 120 km/t og en max-højde på 23 m over jorden.

## Kanonen
"Kanonen" der bruges i forestillingerne virker ikke som en rigtig kanon, for en sådan ville sprænge et menneske i stumper og stykker. Affyringen sker derfor ikke med krudt men enten med en fjeder eller ved hjælp af komprimeret luft. Det får "kanonen" til at virke mere som en katapult, hvor cylinderen der sender kanonkongen af sted stopper ved kanonens munding. For indtrykkets skyld kan der desuden suppleres med visuelle og lydmæssige effekter ved hjælp af krudt, fyrværkeri eller teaterrøg.
Det er ikke ufarligt at være kanonkonge. Det primære farepunkt er ikke så meget det at blive skudt ud af kanonen men derimod det at lande sikkert. Mere end 30 kanonkonger er døde under forestillingerne. En af de seneste fandt sted 21. april 2011 i Kent i Storbritannien, hvor en kanonkonge døde som følge af, at sikkerhedsnettet svigtede.